# Technologiebonus
Als Technologie-Bonus wurde eine Zusatzvergütung bezeichnet, die das Erneuerbare-Energien-Gesetz (EEG) bis zur Version von 2009 für in das Netz eingespeisten, regenerativ erzeugten Strom, der mit bestimmten innovativen Technologien erzeugt wurde, vorsah. Ferner wurde ein Bonus für die Verstromung von Gas, das auf Erdgasniveau aufbereitet wurde, gezahlt. Die Bestimmungen bzgl. der innovativen Technologien waren in der Anlage 1 EEG beschrieben und wurden mit der Novellierung zum EEG 2012 gestrichen. Erhalten geblieben sind Regelungen zum Bonus wegen Gasaufbereitung, und zwar mit veränderten Bonussätzen. Darum lautet die Bezeichnung für den Technologiebonus in Anlage 1 ab dem EEG 2012 lediglich „Gasaufbereitungsbonus“.
Der Gasaufbereitungsbonus beträgt bei Erfüllung der Anspruchsvoraussetzungen im Sinne der Anlage 1 (EEG 2012) in Abhängigkeit von der maximalen Kapazität der Gasaufbereitungsanlage:
- 3,0 ct/kWh Strom bis zu einer maximalen Kapazität von 700 Normkubikmetern aufbereitetem Rohgas pro Stunde [Nm³/h]
- 2,0 ct/kWh Strom bis zu einer maximalen Kapazität von 1000 Nm³/h und
- 1,0 ct/kWh Strom bis zu einer maximalen Kapazität von 1400 Nm³/h.

Gefördert wird damit Strom aus Deponiegas (§ 24 EEG), Klärgas (§ 25 EEG), Grubengas (§ 26) und Biomasse (§ 27 EEG).